# Distributive Zahlwörter in der färöischen Sprache
Distributive Zahlwörter in der färöischen Sprache (fär.: skiftitøl [ˈʃɪftɪˌtøːl]) gibt es als Formen der Zahlwörter eins, zwei und drei, wenn sie sich auf ein Pluraletantum beziehen. In diesem Fall sind das Paare oder feste Einheiten, wie ein Satz zusammengehöriger gleichartiger Dinge.
Die distributiven Formen unterscheiden sich von den normalen Formen und werden, wie diese, in allen vier Fällen und drei Geschlechtern gebeugt (siehe Wiktionary).
Da ein, eitt (ein, eine, eins) gleichzeitig der unbestimmte Artikel ist, ergibt sich eine weitere Besonderheit: Färöisch ist neben Isländisch die einzige germanische Sprache, die einen Plural von eins kennt.
Beispiele im Nominativ:
|               | Maskulinum                         | Femininum                              | Neutrum                          |
| ------------- | ---------------------------------- | -------------------------------------- | -------------------------------- |
| 1 normal      | ein bátur (ein Boot)               | ein bók (ein Buch)                     | eitt blað (eine Zeitung)         |
| 1 distributiv | einir skógvar (ein Paar Schuhe)    | einar buksur (ein Paar Hosen)          | eini kort (ein Satz Spielkarten) |
| 2 normal      | tveir bátar (zwei Boote)           | tvær bøkur (zwei Bücher)               | tvey bløð (zwei Zeitungen)       |
| 2 distributiv | tvinnir skógvar (zwei Paar Schuhe) | tvinnar hosur (zwei Paar Kniestrümpfe) | tvinni hjún (zwei Ehepaare)      |
| 3 normal      | tríggir skógvar (drei Schuhe)      | tríggjar hosur (drei Kniestrümpfe)     | trý hús* (drei Gebäude)          |
| 3 distributiv | trinnir skógvar (drei Paar Schuhe) | trinnar hosur (drei Paar Kniestrümpfe) | trinni hús* (drei Wohnhäuser)    |

*Anmerkung: Färöisch hús (Haus) bedeutet im Plural sowohl „mehrere Gebäude“ als auch
  „ein Eigenheim“, während der Singular ein beliebiges Haus meint. Vermutlich steht
  die Vorstellung dahinter, dass ein Wohnhaus das Heim mehrerer Bewohner ist.
Der Plural von ein, eitt bedeutet in seiner adjektivischen Funktion „ungefähr“: einar hundrað krónur „etwa hundert Kronen“.
Die distributive Form von tveir, tvær, tvey und tríggir, tríggjar, trý kann in der modernen Sprache auch als alternative Variante der normalen Form auftauchen: tvinnir møguleikar „(genau) zwei Möglichkeiten“. Das wird von vielen Muttersprachlern als stilistisch hochwertiger empfunden, als tveir møguleikar. Freilich bleibt der semantische Unterschied im Falle des Bezugs auf ein homonymes Pluraletantum davon unberührt: tvey kort „zwei (Spiel)karten“ aber tvinni kort „zwei Kartenspiele (z.B. à 56 Karten)“.